# Отделочные материалы
Отделочные материалы — класс строительных материалов для декоративного оформления зданий и сооружений, защиты их от вредного воздействия окружающей среды, улучшения гигиенических и эксплуатационных свойств.
По назначению отделочные материалы делятся на:
- собственно отделочные — обои, лакокрасочные материалы, линолеум, штукатурка, шпаклёвка и др.
- конструкционно-отделочные — используются в качестве ограждающих (см. Несущая конструкция) элементов (гипсокартонные плиты, облицовочный кирпич, подвесной потолок и др.).
- специальные отделочные — выполняют дополнительные функции по защите людей от вредных производственных факторов, для тепло- и звукоизоляции.

## Для отделки фасадов
- Сайдинг
- Керамическая фасадная плитка
- Битумная фасадная плитка

## Для отделки стен
- Декоративная штукатурка
- Облицовочный кирпич
- Стеклопрофилит
- Стеклоблок

## Для отделки потолков
- Потолочная плитка
- Натяжной потолок
- Подвесной потолок

## Для отделки стен и потолков
- Лепной декор из полистирола и полиуретана.
- Стеновые панели МДФ
- Гипсокартон

### Обои
Обои широко используются при отделке стен и потолков в жилых и служебных помещениях. Основные виды обоев:
- Бумажные.
- Виниловые (виниловые обои на бумажной основе).
- Флизелиновые (виниловые обои на флизелиновой основе).
- Флизелиновые обои под покраску — в основном используются для отделки потолков.
- Стеклотканевые обои под покраску — в основном используются для отделки стен офисных помещений.

### Панели ПВХ
Пластиковые панели — сравнительно новый материал и используется он во внутренней и реже наружной отделки стен.
Изготавливается из ПВХ (поливинилхлорида) методом экструзии.
Основные типоразмеры:
- Толщина пластиковых панелей 5, 8, 9, 10 мм. По толщине пластиковые панели по сути делятся на два основных размера — 5 и 8-9-10 мм. Размеры от 8 до 10 мм считаются как один размер, так как под них идут молдинги стандартного размера.
- Стандартная длина пластиковых панелей: вагонка (10 см) — 3 м; широкая панель (от 20 до 37 см) — 2,6, 2,7 и 3 м.

Ширина пластиковых панелей:
Вагонка
Ширина 10 см бывают двух видов — обычная, с широким замком (европейка), и более редкая, с узким замком (полька).
Ширина 12,5 см — малораспространённая, панель имеет двойной профиль.
Вагонка выпускается в основном белого цвета, гораздо меньше выпускают цветную вагонку, окрашенную в массе в однотонные цвета, такие, как жёлтый, синий, зелёный, коричневый и т. д. Совсем редко делают вагонку с расцветками с помощью термопереноса.
Панель
Главное отличие панели от вагонки — в отсутствии шва при соединении. При монтаже панелей (при условии качественной панели) шов между панелями не заметен ни зрительно, ни на ощупь. Ширина панели может быть от 15 см до 40-50 см. Фактически самая распространённая ширина пластиковых панелей составляет 25 см.
По цветам панель делится на несколько видов по способу нанесения цветового покрытия. Белая панель — на панель не наносилось никакое покрытие. Лакированная — на панель нанесён слой лака для придания блеска в основном белого цвета. Термоперенос — на панель нанесён рисунок с помощью термоплёнки. Способ, когда с плёнки с помощью горячего вала изображение и цвет переносится на панель, — самый распространённый вариант окрашивания панели в силу дешевизны и простоты, а также широкого выбора расцветок. Печатный способ — рисунок на панели оставляет вал с изображением наподобие типографской печати. Используется для создания рисунков под мрамор.
Лист
Ширина обычно от 800 до 2030 мм, длина — от 1500 до 4050 мм, толщина от 1 до 30 мм, зависит от марки материала и фирмы-производителя. Наиболее распространены листы вспенённого ПВХ, при этом поверхность может быть гладкой и ударопрочной. Листы из свободно вспенённого ПВХ отличаются небольшим весом и лёгкостью обработки, благодаря чему из них часто делают вывески и указатели. Листовой ПВХ ещё называют ПВХ-плитами.

## Сухие строительные смеси
- Клей для керамической плитки и керамогранита.
- Затирка для межплиточных швов.
- Ровнитель для пола.
- Штукатурка для выравнивания стен и потолков.
- Шпаклёвка для выравнивания стен и потолков.

## Напольные покрытия
- Ковролин
- Ламинат
- Линолеум
- Паркет

## Керамическая плитка
Керамическая плитка используется для облицовки стен и пола внутри помещений и фасадов зданий. В жилых помещениях часто применяется для облицовки ванных комнат и кухонь.

## Облицовочный камень
Облицовочный камень используется для отделки стен внутри помещений и фасадов зданий.

## Лакокрасочные материалы
Красочные составы состоят из пигмента, придающего им цвет; наполнителя, экономящего пигмент, улучшающего механические свойства и увеличивающего долговечность окраски; связующего, соединяющего частицы пигмента и наполнителя между собой и с окрашиваемой поверхностью. После высыхания красочные составы образуют тонкую плёнку. Кроме основных компонентов, при необходимости в красочные составы вводят разбавители, загустители и другие добавки.
Виды лакокрасочных материалов (составов):
- Органорастворимые
- Воднодисперсионные

Органорастворимые (на основе растворителя) лакокрасочные материалы чаще всего применяются для наружных работ, так как лучше выдерживают атмосферные воздействия, воздействия внешней среды. Воднодисперсионные материалы (на основе воды) применяют внутри помещений, для окраски мебели и предметов интерьера, оконных рам и т. п.

### Лакокрасочные составы
Лакокрасочные составы применяются для защиты строительных конструкций от коррозии и негативного воздействия внешних факторов, в том числе для окраски металлоконструкций, технологического оборудования, техники, стен, пола (см.: наливные полы) и других элементов, требующих защиты.
Масляные краски — различные белила и цветные красочные составы, приготовленные на натуральных или комбинированных олифах с различными добавками, доведённые до малярной консистенции.

### Пигменты
Пигменты — это тонко измельчённые цветные порошки, не растворимые в воде и органических растворителях, но способные равномерно смешиваться с ними, передавая красочному составу свой цвет.
- Белые пигменты. К ним относят мел, воздушную строительную известь. Мел используют в виде тонко измельчённого порошка, из которого приготавливают различные водоразбавляемые (водные) красочные составы, грунтовки, шпатлёвки и пасты.
  - Известь воздушную строительную используют в качестве пигмента и связующего материала для приготовления красочных составов, шпатлёвок и мастик.

- Чёрные пигменты. К ним относят сажу газовую канальную, двуокись марганца, чернь.
  - Сажа газовая канальная образуется при сжигании различных масел, нефти, смолы при ограниченном доступе воздуха. Используют её для приготовления неводных красочных составов.
  - Двуокись марганца встречается в природе в виде минерала и пиролюзита. Используют её для приготовления водных и неводных красочных составов.
  - Чернь получают при прокаливании без доступа воздуха ореховой скорлупы, древесины, торфа.

- Серые пигменты. К ним относят графит и цинковую пыль.
  - Графит — природный материал серовато-чёрного цвета с жирным металлическим блеском. Его используют для приготовления красочных составов и натирки поверхности железных предметов, подвергающихся нагреванию, отчего она получает вид полированной.
  - Цинковая пыль — механическая смесь окиси цинка с металлическим цинком. Её используют для приготовления неводных красочных составов.

- Красные пигменты. К ним относят сурик железный сухой, мумию природную и искусственную.
  - Сурик железный сухой получают из железной руды, содержащей окись железа. Это очень прочный пигмент с высокими антикоррозионными свойствами и светостойкостью. Выпускают его в виде тонко измельчённого порошка кирпично-красного цвета и используют для приготовления клеевых составов, эмалей и масляных красок.
  - Мумия природная — тонко измельчённая глина, окрашенная окислами железа в коричнево-красный цвет различных оттенков. Используют для приготовления водных и неводных красочных составов.
  - Мумия искусственная — тонко измельчённый порошок керамического изделия ярко-красного цвета.

- Жёлтые пигменты. К ним относят охру сухую, крон свинцовый сухой и сиену природную.
  - Охру сухую получают из глины, окрашенной окислами железа. Используют для приготовления всех видов красок, применяемых при окрашивании деревянных и металлических поверхностей.
  - Сиену природную получают из глины, содержащей большое количество окиси железа (70 %) и кремнезёма.

Зелёные, синие, коричневые и др. пигменты.

### Олифы и эмульсии
Олифу натуральную льняную и конопляную получают соответственно из льняного и конопляного сырого масла путём варки его при 200—300 °C и обработки воздухом с введением ускорителя высыхания (сиккатива). Используют её для приготовления красочных составов, грунтовок и в качестве самостоятельного материала для малярных работ при наружной и внутренней окраске деревянных и металлических конструкций.
- Эмульсия ВМ состоит из натуральной олифы, бензола, животного плиточного клея, известкового 50%-го теста и воды. Используют её для разведения густотёртых красок.
- Эмульсия МВ приготавливают из смеси 10%-го раствора животного клея, щёлочи (соды, буры, поташа) и натуральной олифы. Применяют её при окрашивании внутри помещений штукатурки, древесины.